# Balázs Taróczy
Balázs Taróczy (Budapeste, 9 de Maio de 1954) é um ex-tenista profissional húngaro.

## ATP Simples finais 20 (13–7)
| Legenda                       |
| ----------------------------- |
| Grand Slam (0)                |
| Tennis Masters Cup (0)        |
| ATP Masters Series (0)        |
| ATP International Series (13) |

| Títulos por Piso |
| ---------------- |
| Duro (0)         |
| Saibro (13)      |
| Grama (0)        |
| Carpete (0)      |

| Posição | N.  | Data | Campeonato               | Piso   | Oponente           | Placar                  |
| ------- | --- | ---- | ------------------------ | ------ | ------------------ | ----------------------- |
| Campeão | 1.  | 1974 | Kitzbühel, Áustria       | Saibro | Onny Parun         | 6–1, 6–4, 6–4           |
| Campeão | 2.  | 1976 | Hilversum, Holanda       | Saibro | Ricardo Cano       | 6–4, 6–0, 6–1           |
| Vice    | 1.  | 1977 | Båstad, Suécia           | Saibro | Corrado Barazzutti | 6–7, 7–6, 2–6           |
| Campeão | 3.  | 1978 | Hilversum, Holanda       | Saibro | Tom Okker          | 2–6, 6–1, 6–2, 6–4      |
| Campeão | 4.  | 1978 | Barcelona, Espanha       | Saibro | Ilie Năstase       | 1–6, 7–5, 4–6, 6–3, 6–4 |
| Vice    | 2.  | 1978 | Vienna, Áustria          | Duro   | Stan Smith         | 6–4, 6–7, 6–7, 3–6      |
| Campeão | 5.  | 1979 | Brussels, Bélgica        | Saibro | Ivan Lendl         | 6–1, 1–6, 6–3           |
| Vice    | 3.  | 1979 | Båstad, Suécia           | Saibro | Björn Borg         | 1–6, 5–7                |
| Campeão | 6.  | 1979 | Hilversum, Holanda       | Saibro | Tomáš Šmíd         | 6–2, 6–2, 6–1           |
| Vice    | 4.  | 1980 | Brussels, Bélgica        | Saibro | Peter McNamara     | 6–7, 3–6, 0–6           |
| Campeão | 7.  | 1980 | Båstad, Suécia           | Saibro | Tony Giammalva     | 6–3, 3–6, 7–6           |
| Campeão | 8.  | 1980 | Hilversum, Holanda       | Saibro | Haroon Ismail      | 6–3, 6–2, 6–1           |
| Campeão | 9.  | 1980 | Geneva, Suíça            | Saibro | Adriano Panatta    | 6–3, 6–2                |
| Vice    | 5.  | 1981 | Bournemouth, Reino Unido | Saibro | Víctor Pecci       | 3–6, 4–6                |
| Campeão | 10. | 1981 | Hilversum, Holanda       | Saibro | Heinz Günthardt    | 6–3, 6–7, 6–4           |
| Campeão | 11. | 1981 | Toquio, Japão            | Saibro | Eliot Teltscher    | 6–3, 1–6, 7–6(3)        |
| Campeão | 12. | 1982 | Nice, França             | Saibro | Yannick Noah       | 6–2, 3–6, 13–11         |
| Campeão | 13. | 1982 | Hilversum, Holanda       | Saibro | Buster Mottram     | 7–6, 6–7, 6–3, 7–6      |
| Vice    | 6.  | 1983 | Hilversum, Holanda       | Saibro | Tomáš Šmíd         | 4–6, 4–6                |
| Vice    | 7.  | 1984 | Indianapolis, EUA        | Saibro | Andrés Gómez       | 0–6, 6–7                |